# Santa Rosa del Sara
Santa Rosa del Sara är en ort i Bolivia.   Den ligger i departementet Santa Cruz, i den centrala delen av landet, 280 km nordost om huvudstaden Sucre. Santa Rosa del Sara ligger 271 meter över havet och antalet invånare är 5 251.
Terrängen runt Santa Rosa del Sara är platt, och sluttar österut. Runt Santa Rosa del Sara är det glesbefolkat, med 8 invånare per kvadratkilometer.. Det finns inga andra samhällen i närheten.
Omgivningarna runt Santa Rosa del Sara är huvudsakligen savann.